# Georges Delmas
Pour les articles homonymes, voir Delmas.
Georges Delmas, militaire français du XXe siècle, né à Cahors en 1890, mort dans sa ville natale en 1967, colonel dans la Gendarmerie, a été héros des deux guerres mondiales et résistant français. 

## Biographie
Georges Delmas est né au sein d’une famille rurale le 29 mars 1890 à Cahors, dans le Lot. Précocement, il s’engage comme volontaire pour trois ans le 21 juillet 1911 au sein du régiment de sapeurs-pompiers de Cahors.

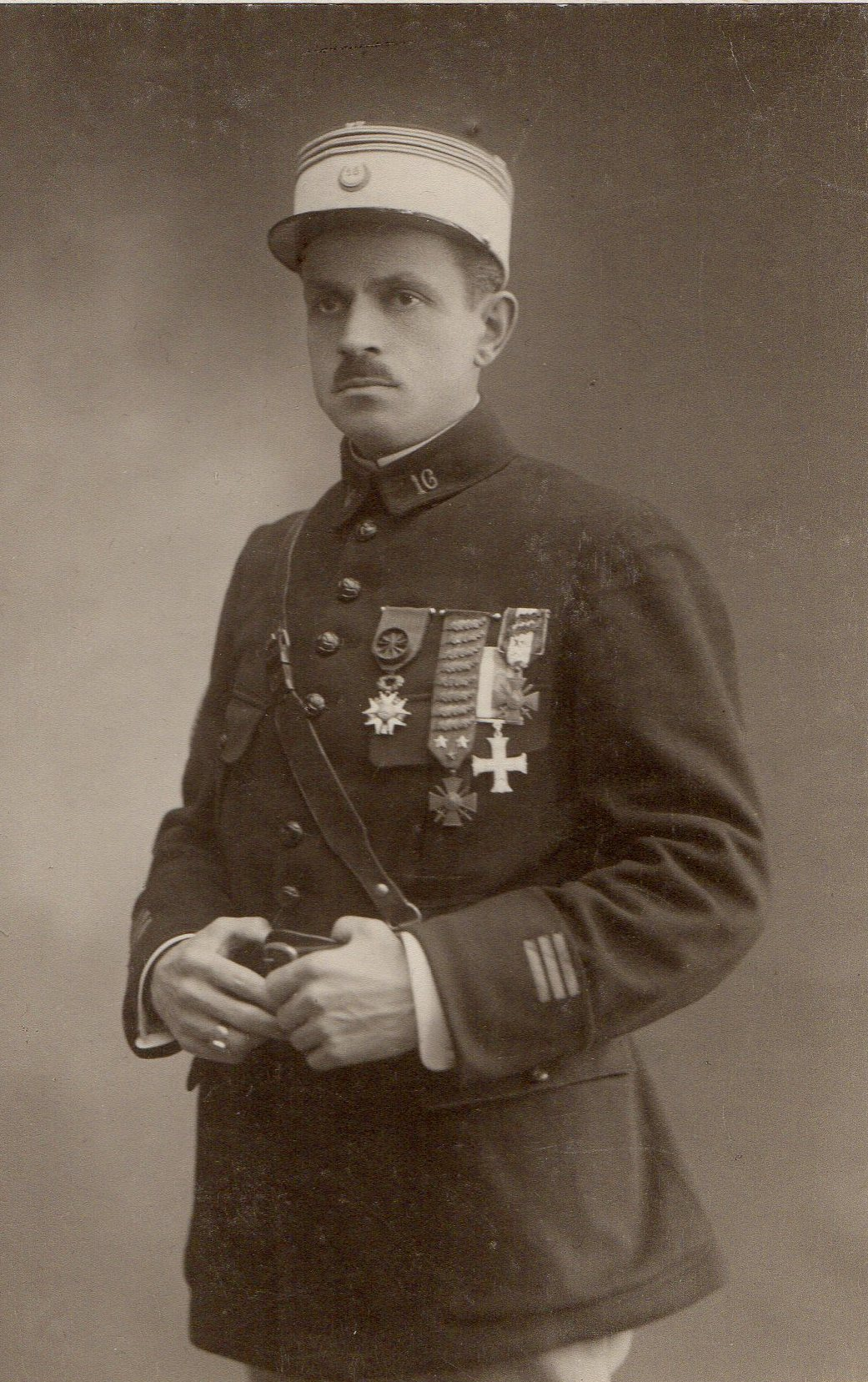
Capitaine Georges Delmas pendant la campagne du Levant

Rapidement, Georges Delmas est happé par l’Histoire. Il est nommé sergent au 7e régiment d’infanterie le 2 août 1914 alors que l'Allemagne déclare la guerre à la France. Dès lors, il s’ensuit un engagement sans faille de la part de ce militaire qui va successivement être promu au grade de sous-lieutenant en octobre 1915, de lieutenant en octobre 1917 puis de capitaine le 7 novembre 1917. Cette ascension dans l’échelle des grades, Delmas le doit à ses actes de bravoure qui sont reconnus et soulignés  par ses chefs, en atteste sa citation à l’ordre du régiment accompagnant sa Légion d’honneur le 29 août 1916 signé du maréchal Joffre : 
« Officier d’une bravoure remarquable, quatre fois blessé, est revenu sur le front à peine guéri, s’est fait remarquer le 4 juillet 1916 en portant vigoureusement sa compagnie à l’attaque des positions ennemies. Le 5 juillet a contribué à l’enlèvement d’une tranchée et d’un village fortement défendu. A repoussé la nuit suivante, une contre-attaque ennemie. »
Ses actions au feu et son sens du commandement sont récompensés par onze citations, la  Croix de guerre 14-18 avec huit palmes, deux étoiles d’argent et une étoile de bronze. Au cours de ce conflit, Georges Delmas est blessé à neuf reprises dont une par balle à la tête et une autre au thorax.
Après deux années au sein des troupes d’occupation en Rhénanie, il rejoint le 16e régiment des tirailleurs algériens le 28 août 1921 et participe à la campagne du Levant. Après les tranchées et la boue, Delmas s’illustre  au sein de la 1re Armée du Levant dans les combats de Cilicie, qui lui valent quatre citations dont deux à l’ordre de l’armée. Il est par ailleurs blessé une dixième fois.
Le 22 septembre 1922, il épouse Marguerite Boussac. De ce mariage nait un fils unique, Henri Delmas, le 26 décembre 1923 et mort célibataire et sans enfant le 27 septembre 1995.
Fidèle à son premier engagement, il est muté à la brigade des sapeurs-pompiers de Paris en 1923. En 1925, il choisit de servir au grade et à l’emploi de capitaine de Gendarmerie. Le 24 décembre 1925, il est élevé au rang de commandeur de la Légion d'honneur  et décoré dans la cour des Invalides. Le 18 septembre 1927, il est affecté à la légion de gendarmerie de Paris.
Après un passage sur ses terres à la compagnie de Villeneuve-sur-Lot (47), il est promu au grade de chef d'escadron et affecté à la 7e légion de gendarmerie, compagnie de Chaumont (52) le 25 mars 1936. Démontrant de grandes qualités dans ses fonctions, il est félicité à plusieurs reprises notamment dans son action de formation auprès des cadres de la Gendarmerie nationale, en témoigne une lettre de félicitations du ministre de la Défense et de la Guerre en date du 10 février 1937.

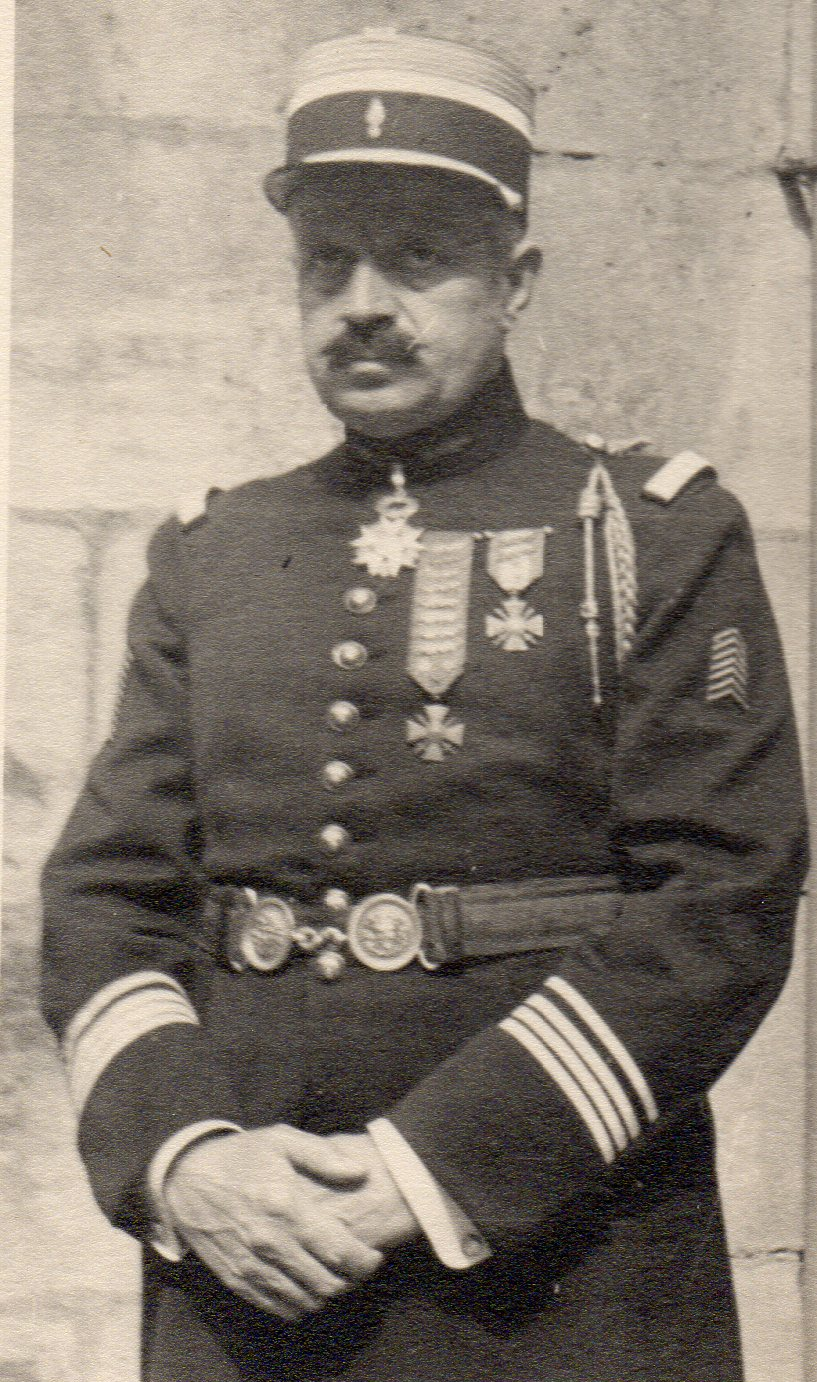
Chef d’escadron Georges Delmas

Une nouvelle fois, le chef d’escadron Georges Delmas va être rattrapé par l’Histoire et se retrouve au cœur de la drôle de guerre. En 1940, il organise la défense des ponts de Saône à Gray (70) face à l’avancée de l’armée allemande. Blessé une onzième fois, il reçoit une seizième citation.
Ébranlé par la défaite, le chef d’escadron Delmas, peu enclin à servir le gouvernement de Vichy, fait valoir ses droits à la retraite en 1942. En 1943, il devient chef puis inspecteur de l’Armée secrète (AS) pour la « Région Toulouse ». Organisant la résistance au sein de son secteur, Delmas, dit Drouot, est activement recherché par la Gestapo, ce qui l’oblige à gagner le maquis. Il prend la tête du groupe de résistants Veny près de Cahors (46) et commande une soixantaine d’hommes.

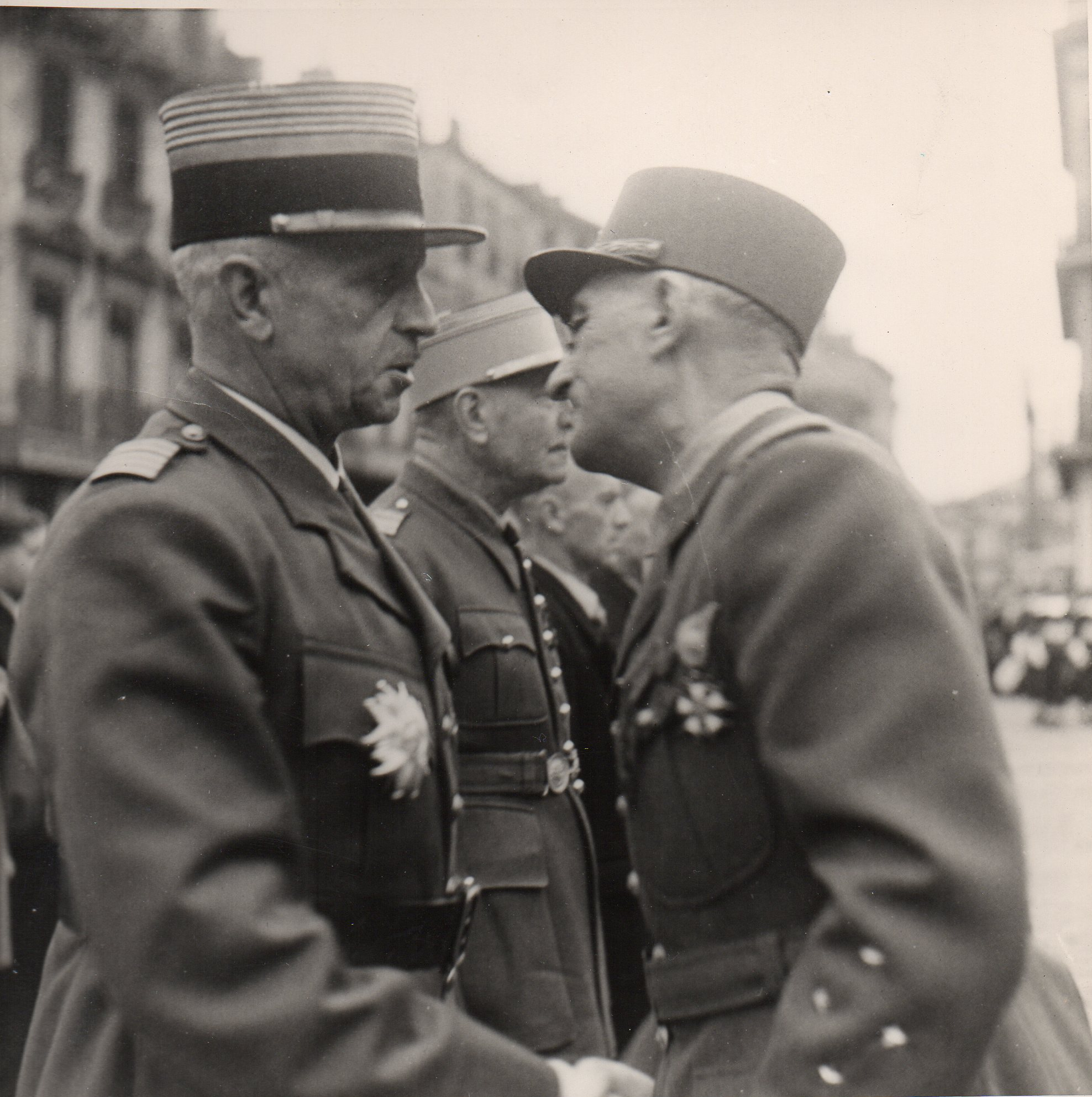
Remise de la plaque de Grand officier de la Légion d’Honneur.

Conformément aux ordres reçus, Delmas et son groupe se préparent à passer à l’action dans la nuit du 5 au 6 juin 1944. Le 30 juin 1944, avec ses 60 hommes, il se distingue en se défendant contre une colonne des Waffen-SS, à Gigouzac (46). Ce coup d’éclat causant la perte d’une centaine d’Allemands et autant de blessés, vaut à Georges Delmas, dit « Drouot » et à son groupe une citation à l’ordre de la Division FFI en date du 19 juillet 1944, sa dix-septième : 
« Brillant officier déjà titulaire de onze citations de la guerre 14-18, s’est distingué à nouveau dans le Maquis au cours d’un combat inégal avec les forces de l’ennemi supérieures en nombre dans la nuit du 30 juin au 1er juillet 1944. »
De plus, il mène une embuscade d’ampleur le 29 juillet 1944 infligeant encore de lourdes pertes à l’ennemi. Au cours de ce conflit, blessé une onzième fois, il reçoit deux citations dont une à l’ordre de l’armée ainsi que la médaille de la Résistance par décret du 5 juin 1945.
Nommé lieutenant-colonel en 1945, il est promu colonel de réserve en 1946. À son grand désarroi, en 1947, il se voit refuser de partir en campagne en Indochine. Élevé à la dignité de grand officier de la Légion d'honneur en 1948, le colonel Georges Delmas est rayé des cadres en 1951 et se retire à Cahors (46) où il meurt le 24 août 1967.
Sa carrière militaire caractérisée par un engagement total et constant lui a valu onze blessures de guerre, dix-sept citations dont onze à l’ordre de l’armée et vingt-deux décorations françaises et étrangères.

## Décorations
Le colonel Georges Delmas totalise vingt-deux décorations françaises et étrangères dont les principales sont :
- Grand officier de la Légion d'honneur (1948)
- Croix de guerre 1914–1918, palme d'argent (huit citations à l'ordre de l'armée, deux citations à l'ordre de la division, une citation à l'ordre du régiment)
- Croix de guerre 1939–1945 (une citation à l'ordre de l'armée, une citation à l'ordre de la division)
- Croix de guerre des Théâtres d'opérations extérieurs (deux citations à l'ordre de l'armée, une citation à l’ordre du corps d’armée, une citation à l’ordre de la division)
- Médaille de la Résistance française (décret du 5 juin 1945)
- Croix du combattant
- Chevalier de l'ordre des Palmes académiques
- Médaille interalliée de la Victoire
- Médaille commémorative de la guerre 1914–1918
- Médaille commémorative de Syrie-Cilicie
- Médaille d'honneur pour acte de courage et de dévouement, argent 1re classe
- Officier de l'ordre du Mérite agricole
- Commandeur de l'Étoile noire du Bénin (ordre colonial français)

### Décorations étrangères
- Croix militaire (Royaume-Uni)
- Officier du Hicham-Iftikhar (Nichan Iftikhar) (protectorat français de Tunisie)

## Postérité
La municipalité de Cahors (46) donne son nom à une voie de la commune, la « rue Colonel-Georges-Delmas ».
La 120e promotion (2013-2015) de l'École des officiers de la Gendarmerie nationale de Melun (77) est baptisée de son nom par le ministre de l’Intérieur le 3 juillet 2014,

## Pour approfondir